# Potrkanje
Potrkanje (izvirno srbsko Потркање) je naselje v Srbiji, ki upravno spada pod Občino Knjaževac; slednja pa je del Zaječarskega upravnega okraja.

## Demografija
V naselju živi 75 polnoletnih prebivalcev, pri čemer je njihova povprečna starost 58,1 let (59,1 pri moških in 57,3 pri ženskah). Naselje ima 43 gospodinjstev, pri čemer je povprečno število članov na gospodinjstvo 1,93.
To naselje je popolnoma srbsko (glede na rezultate popisa iz leta 2002).
|  |

| Demografija | Demografija     | Demografija     |
| Leto        | Št. prebivalcev | Št. prebivalcev |
| ----------- | --------------- | --------------- |
|             |                 |                 |
|             |                 |                 |
|             |                 |                 |
|             |                 |                 |
| 1948        | 304             |                 |
| 1953        | 293             |                 |
| 1961        | 284             |                 |
| 1971        | 209             |                 |
| 1981        | 184             |                 |
| 1991        | 108             | 108             |
| 2002        | 83              | 83              |
|             |                 |                 |

| Etnična sestava po popisu iz leta 2002 | Etnična sestava po popisu iz leta 2002 | Etnična sestava po popisu iz leta 2002 | Etnična sestava po popisu iz leta 2002 | Etnična sestava po popisu iz leta 2002 |
| -------------------------------------- | -------------------------------------- | -------------------------------------- | -------------------------------------- | -------------------------------------- |
| Srbi                                   | Srbi                                   |                                        | 83                                     | 100,0%                                 |
| Neznano                                | Neznano                                |                                        | 0                                      | 0,0%                                   |